# Hugo I van Naaldwijk
Hugo I van Naaldwijk (geboren ca. 1195 - na 1230) was erfmaarschalk van Holland.
Hugo werd geboren als de zoon van Bartholomeus van Voorne van Naaldwijk. Hij bezat onder andere goederen te Naaldwijk en Zwartewaal.
Hij was getrouwd met de erfdochter van het geslacht Van Velsen. Via dit huwelijk verkreeg hij de heerlijkheid van Velsen en het bos Schoonhoven bij Velsen. Uit dit huwelijk kreeg hij een zoon, Hugo II van Naaldwijk (1220, onbekend).
Het is onbekend wanneer Hugo I is overleden, in ieder geval na 1230.